# Mitsunari Musaka
Mitsunari Musaka (jap. 六平 光成 Musaka Mitsunari; ur. 16 stycznia 1991) – japoński piłkarz występujący na pozycji pomocnika. Obecnie występuje w Shimizu S-Pulse.

## Kariera klubowa
Od 2013 roku występował w klubie Shimizu S-Pulse.